# Associação Atlética Desportiva São Bernardo
A  Associação Atlética Desportiva São Bernardo  é um clube de vôlei da cidade de São Bernardo do Campo,  em São Paulo, filiado à FPV. 